# Afspanmast

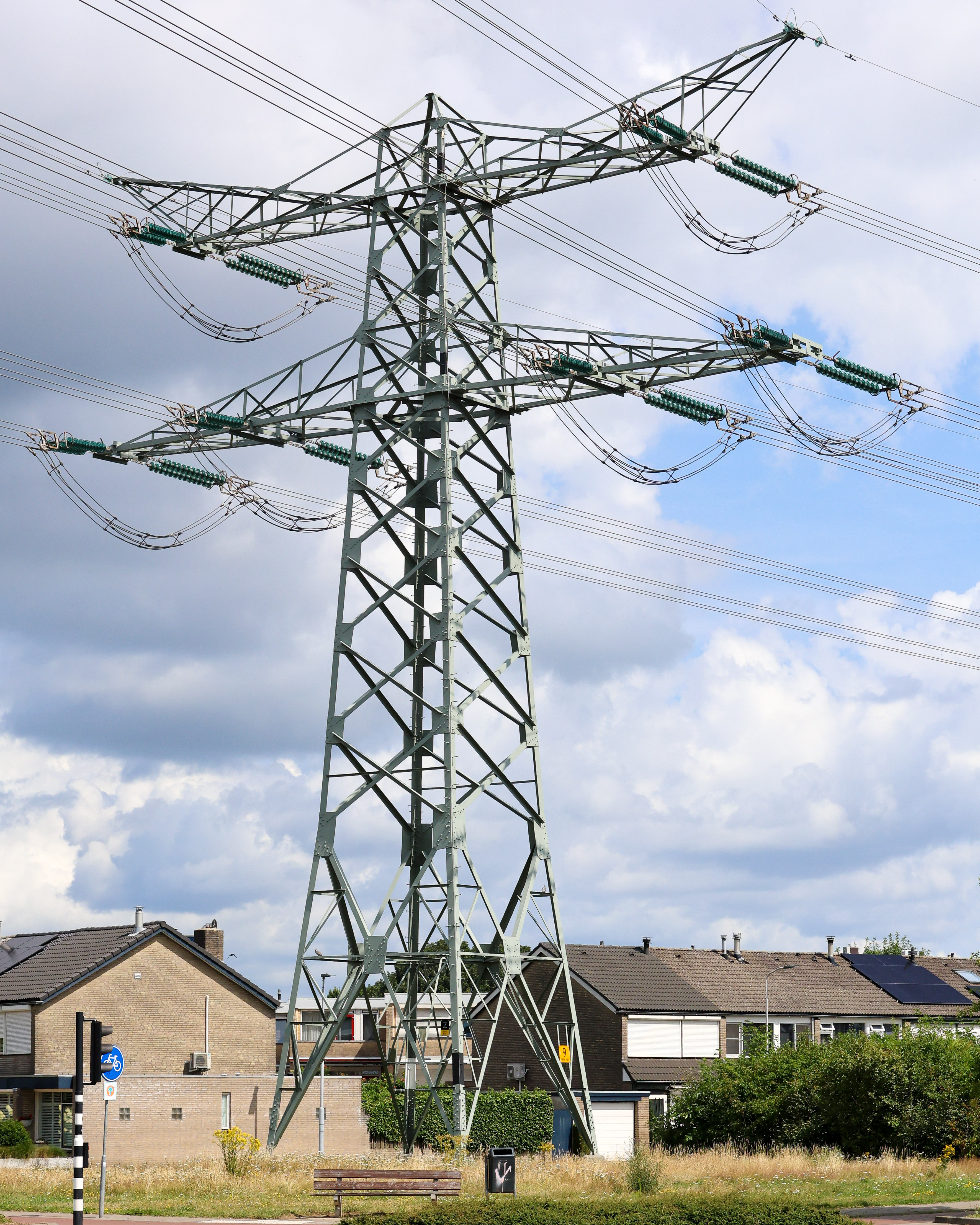
Afspanmast

Een afspanmast of trekmast is een hoogspanningsmast die niet alleen het gewicht van de geleiders draagt; ook de spankracht van de geleiders trekt aan de mast en niet aan het volgende segment. De isolatoren hangen niet naar beneden, maar in de richting van de geleiders die eraan vast zitten.
Meestal lopen de elektrische leidingen aan de andere kant van de afspanmast door naar een volgende mast. De elektrische verbindingen tussen de ophangpunten hangen dan in een boogje onder de traverse door en worden "bretels" genoemd. Vaak wordt in de bretel de verbinding gemaakt tussen uiteinden van geleiders.
Als de lijn bij een afspanmast eindigt, spreekt men van een eindmast. Dat is bijvoorbeeld het geval bij overgang naar een ondergrondse kabel of bij aansluiting aan een onderstation. Als de lijn bij een afspanmast niet rechtuit loopt, spreekt men van een hoekmast. Als geleiders van positie wisselen spreekt men van een wisselmast.
Vanwege de spankracht waarmee de geleiders aan de mast trekken, moeten zowel de mast als de isolatoren sterker worden uitgevoerd dan bij een steunmast.

## Redenen voor gebruik
Er zijn verschillende redenen voor het gebruik van een afspanmast:
- De lijn maakt een hoek; dan wordt meestal afspanmast als hoekmast neergezet. Vooral bij grote richtingsverandering kunnen aanpassing nodig zijn ten opzichte van een afspanmast waar de lijn rechtdoor gaat.
- Geleiders worden gemaakt met een lengte van enkele kilometers. De verbinding tussen twee geleidereinden kan gemaakt worden met een afspanmast; de verbinding zit dan in de bretel.
- Strakker trekken van geleiders voor bijvoorbeeld hoge en/of lange overspanningen over een rivier, of ter vermindering van het magneetveld aan de grond.
- het bieden van verankering bijvoorbeeld op een berg, of als eindmast, bij een onderstation of overgang naar een ondergrondse kabel.
- Aan weerszijden van de mast zijn verschillen in spankracht - een steunmast is daar niet op gebouwd.
- Voorkomen van het "domino-effect" bij omvallende masten: een omvallende mast kan een beperkt aantal steunmasten laten omvallen, maar niet verder dan de eerstvolgende afspanmast, die sterker is dan een steunmast. Dit komt vooral voor bij lange rechte trajecten.
- Wisselmasten, aftakmasten en splitsingsmasten zijn meestal ook afspanmasten.
- De wens voor lagere masten bij bijvoorbeeld vliegvelden.

## Verschillen met eensteunmast
- Een afspanmast is meestal lager dan steunmasten in het zelfde traject, omdat de isolatoren van een steunmast omlaag hangen, en bij een afspanmast bijna horizontaal. Daardoor zit het ophangpunt aan een steunmast lager ten opzicht van de traverse waaraan de isolatoren vastzitten dan bij een steunmast. Bij gelijke hoogte van de ophangpunten moeten de traverses van een afspanmast lager hangen, en dus is de hele afspanmast lager.
- Sterkere isolatoren (bijvoorbeeld een dubbele isolatorketting in plaats van een enkele), vanwege de spankracht die eraan trekt.
- De isolatoren hangen niet recht naar beneden, maar in het verlengde van de geleiders, soms zelfs omhoog.
- Een afspanmast is meestal robuuster opgebouwd, om de spankracht, en eventuele verschillen daarin, aan te kunnen.
- Soms zijn de geleiders aan de ene kant van de mast strakker gespannen dan aan de andere kant.
- Afspanmasten zijn duurder dan steunmasten.

## Grote overspanningen
Bij lange overspanningen over bijvoorbeeld een dal of een breed water moeten de afstanden tussen de geleiders groter zijn dan anders. 
De geleiders kunnen daar verder heen en weer zwaaien bij sterke wind, maar mogen ook dan niet met elkaar in contact komen (anders is er kortsluiting).
De ophangpunten aan de masten moeten dus verder uit elkaar liggen.
In plaats van een bredere mast worden ook wel aparte masten voor elke geleider (eengeleidermasten) gebruikt.
Ook zijn bij een grote overspanning de trekkrachten van de geleiders groter.
De daar gebruikte afspanmasten moeten dus extra sterk zijn.
Ze kunnen dan bijvoorbeeld als portaal worden uitgevoerd.

## Varia
De langste reeks opeenvolgende afspanmasten in Duitsland is deel van de tractielijn van de hogesnelheidslijn Hannover - Würzburg in de bebouwde kom van Fulda. Vanwege de zeer beperkte ruimte op de route volgen hier 30 afspanmasten elkaar op, deels op zeer korte afstand van elkaar. De meest noordelijke is mast 9124, de meest zuidelijke mast 9095. Eén ervan, mast 9108, gaat door het dak van een opslagloods bij het station van Fulda.

## Foto's

Afspanmasten
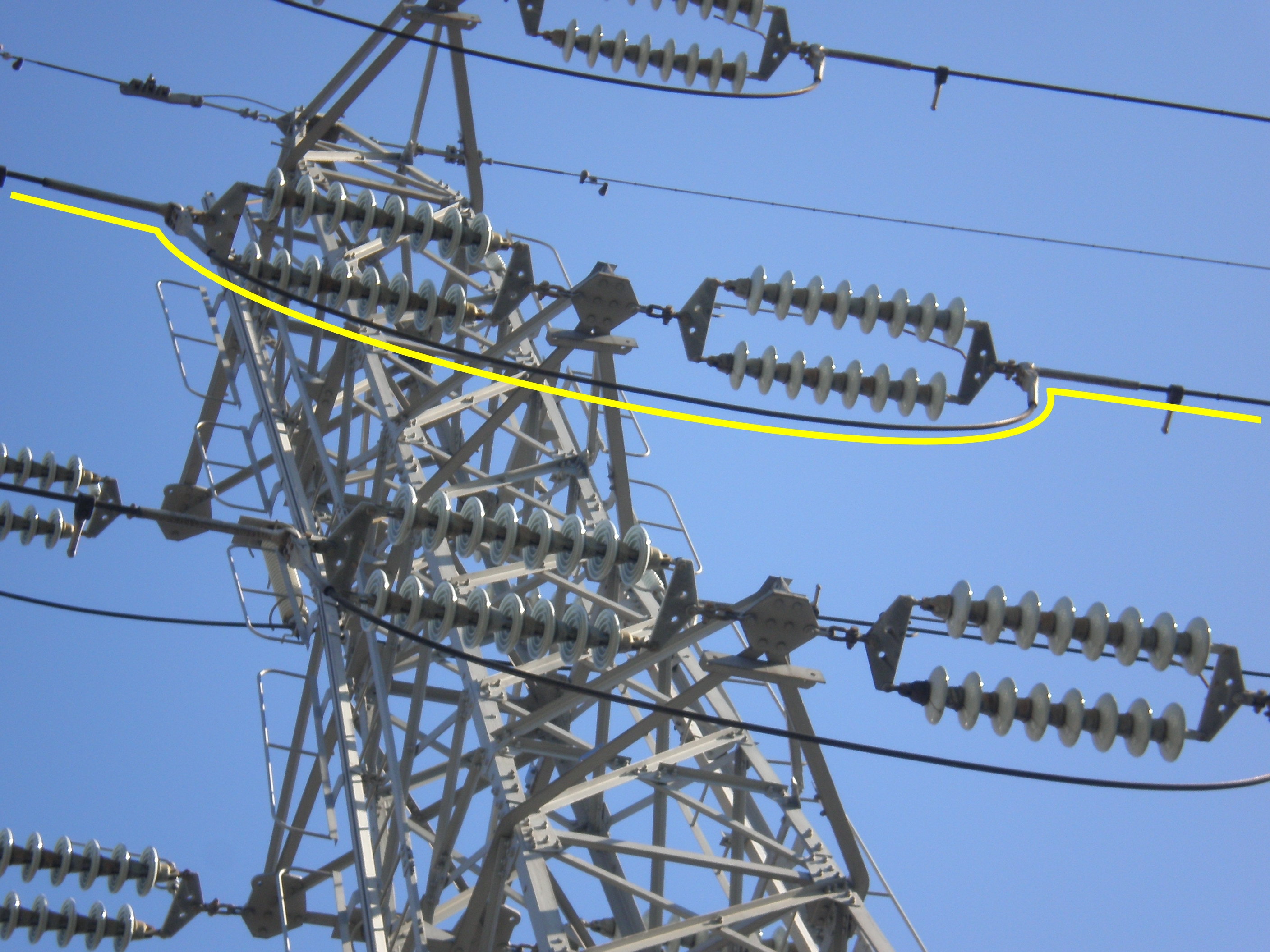
De stroom loopt langs de gele lijn.
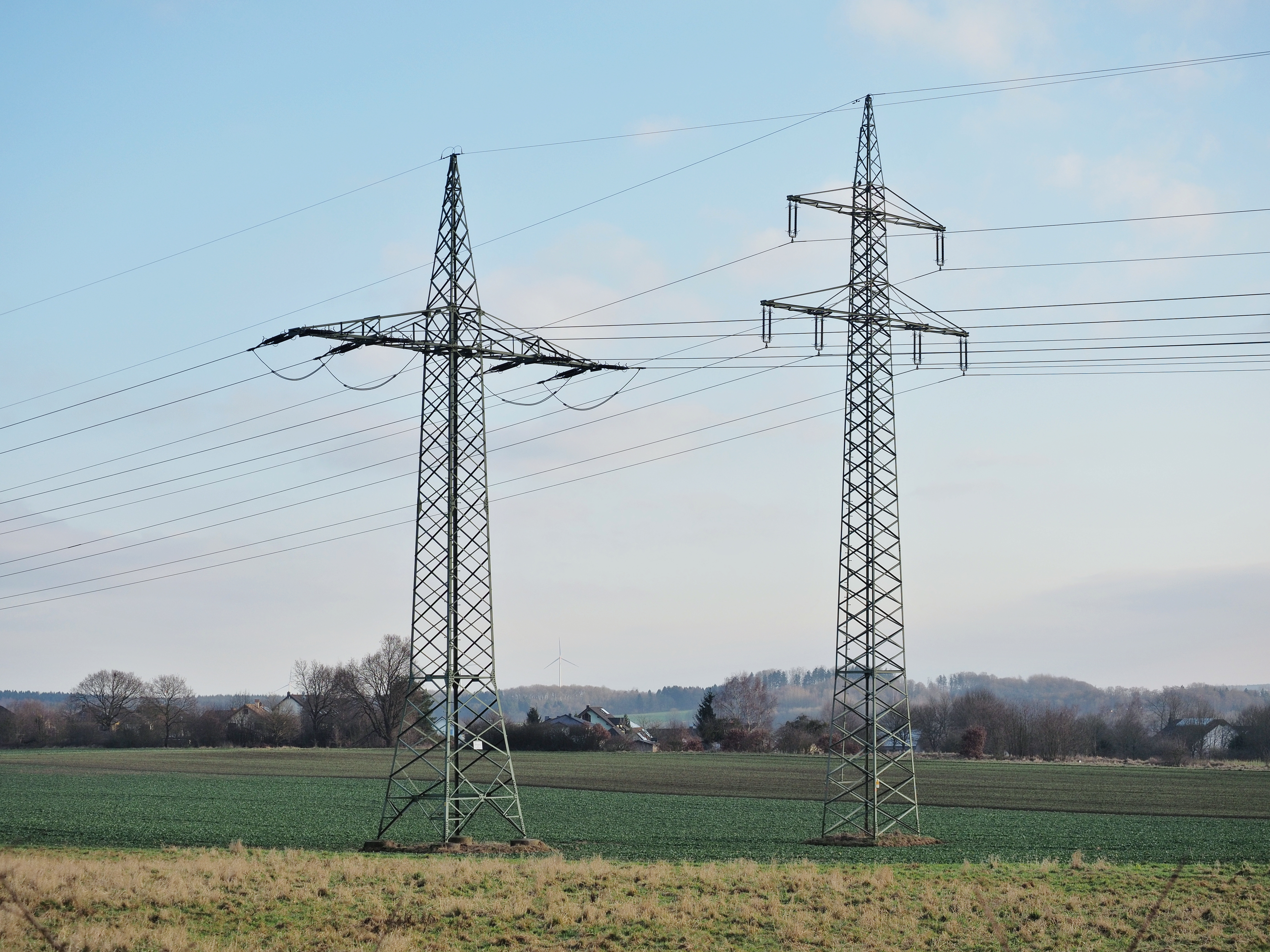
Afspanmast links, steunmast rechts. Verschillen: boogjes (bretels) bij de afspanmast, en richting van de isolatoren. De geleiders zitten bij de afspanmast bijna even hoog als de traverse, en bij de steunmast er onder.
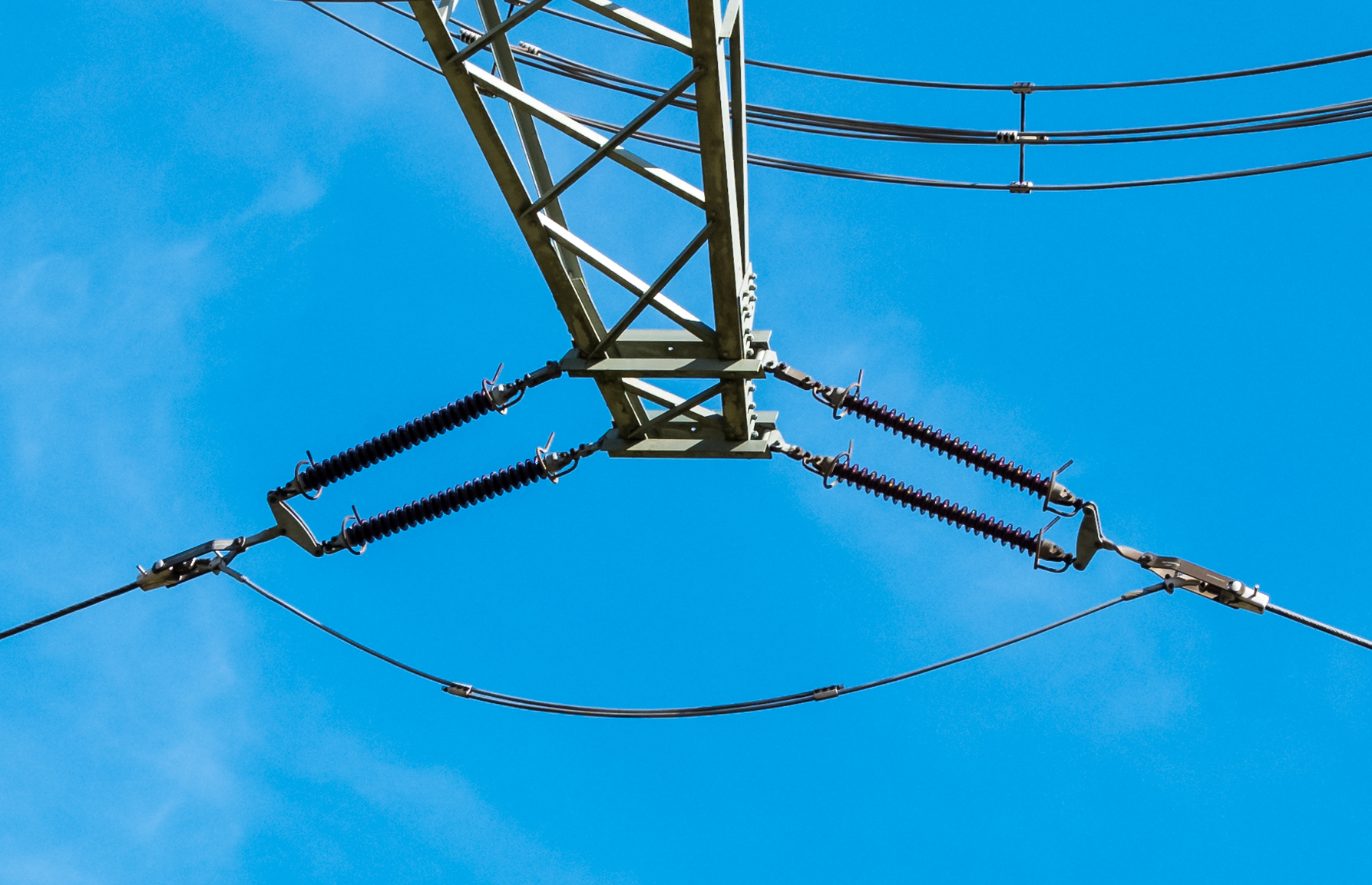
Het stuk geleider tussen de isolatoren heet "bretel". De verbinding tussen de uiteinden van de geleiders is goed te zien.
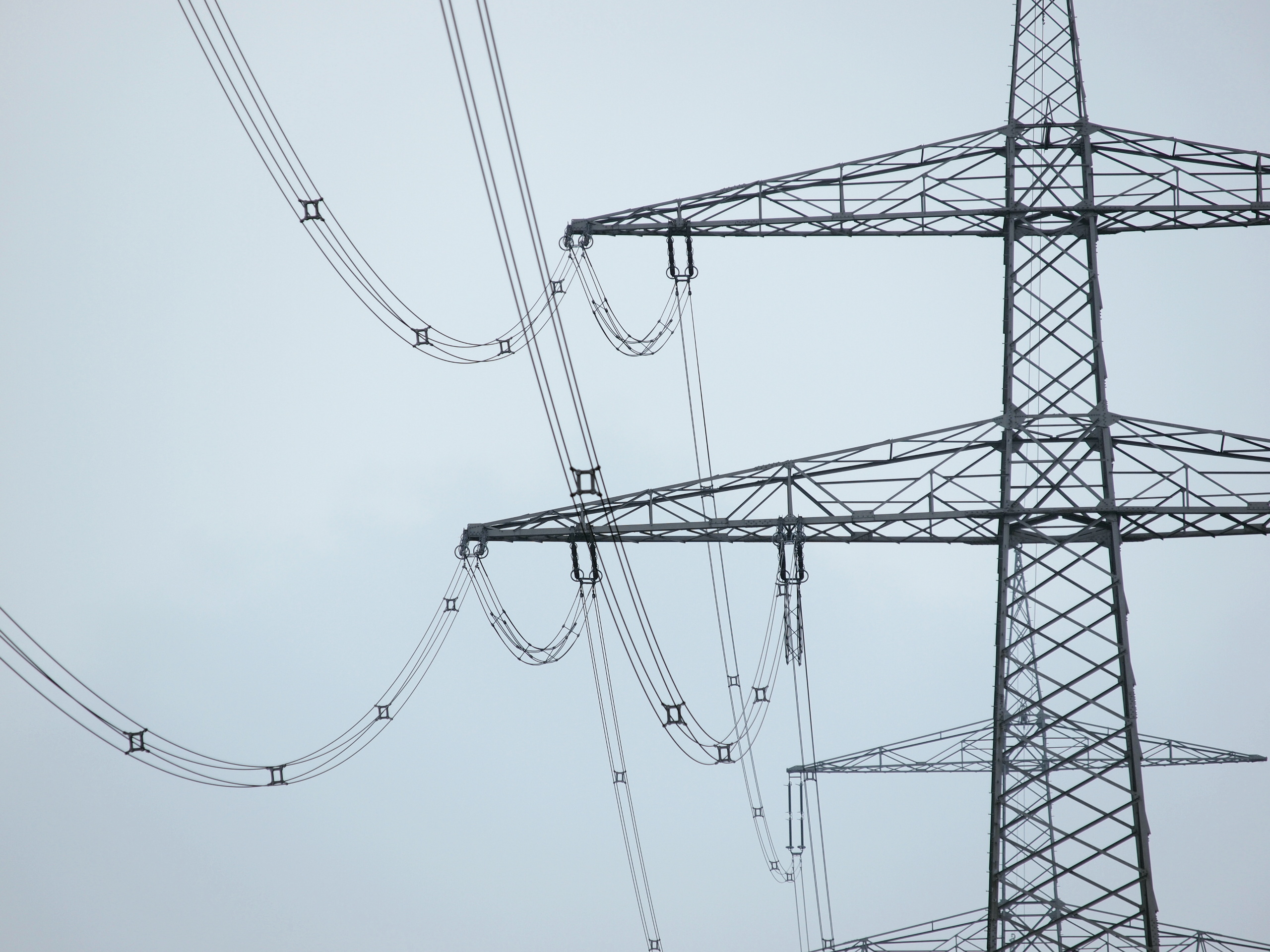
Vergroting van de afstand tussen de geleiders door de ophangpunten verder uit elkaar te plaatsen
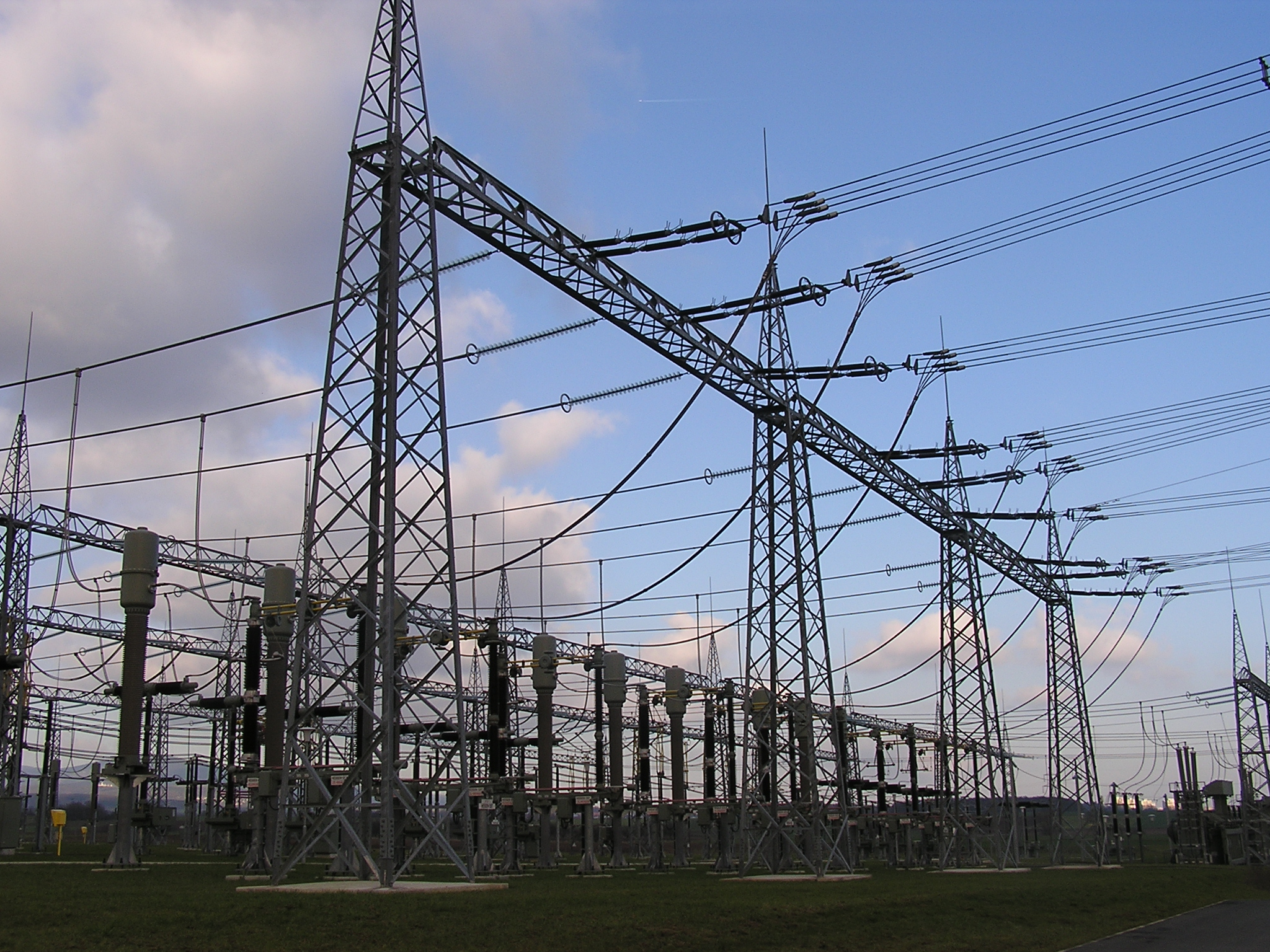
Afspanportaal, onderstation Kriftel bij Frankfurt
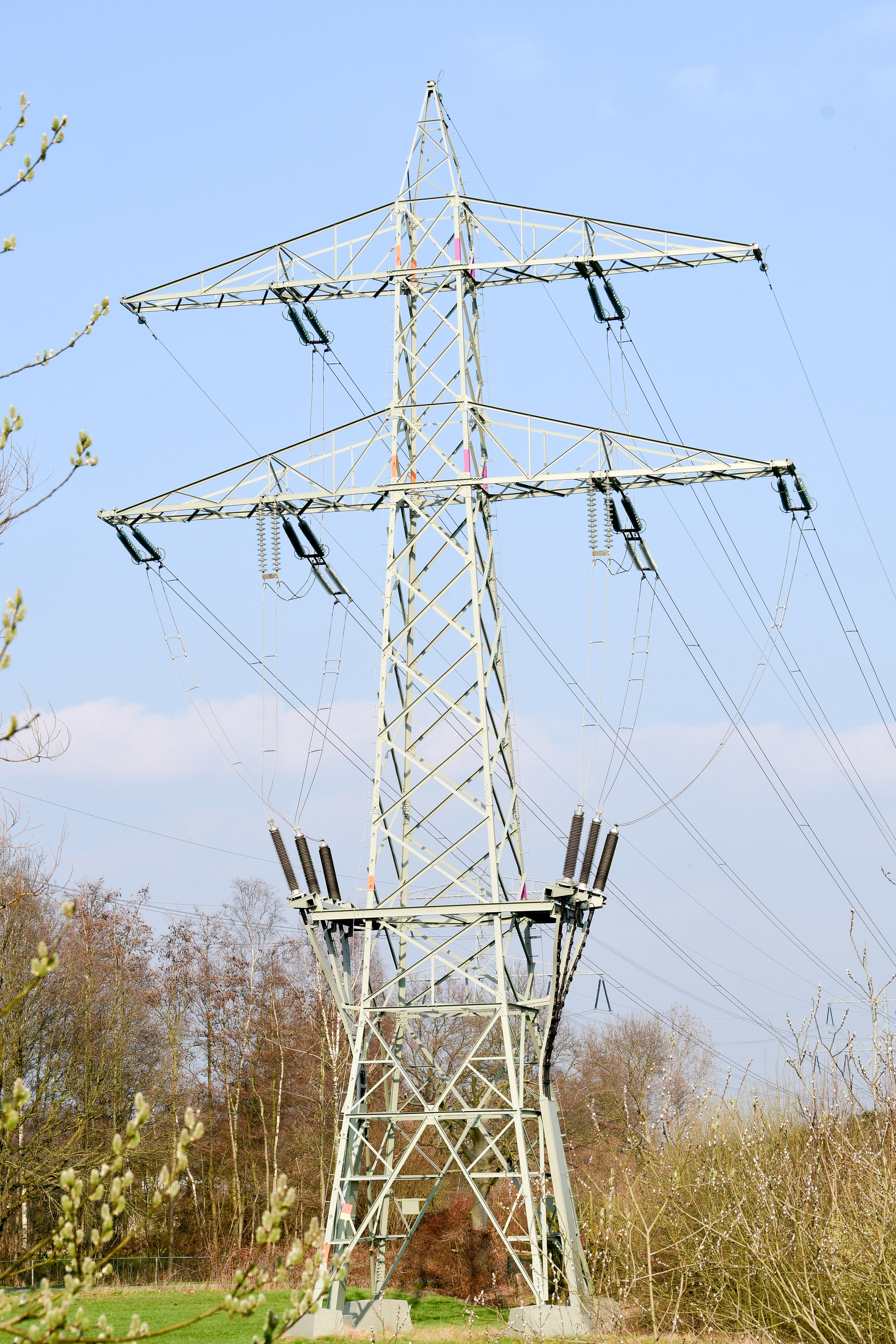
Afspanmast, tevens eindmast, met overgang van ondergrondse naar bovengrondse leidingen
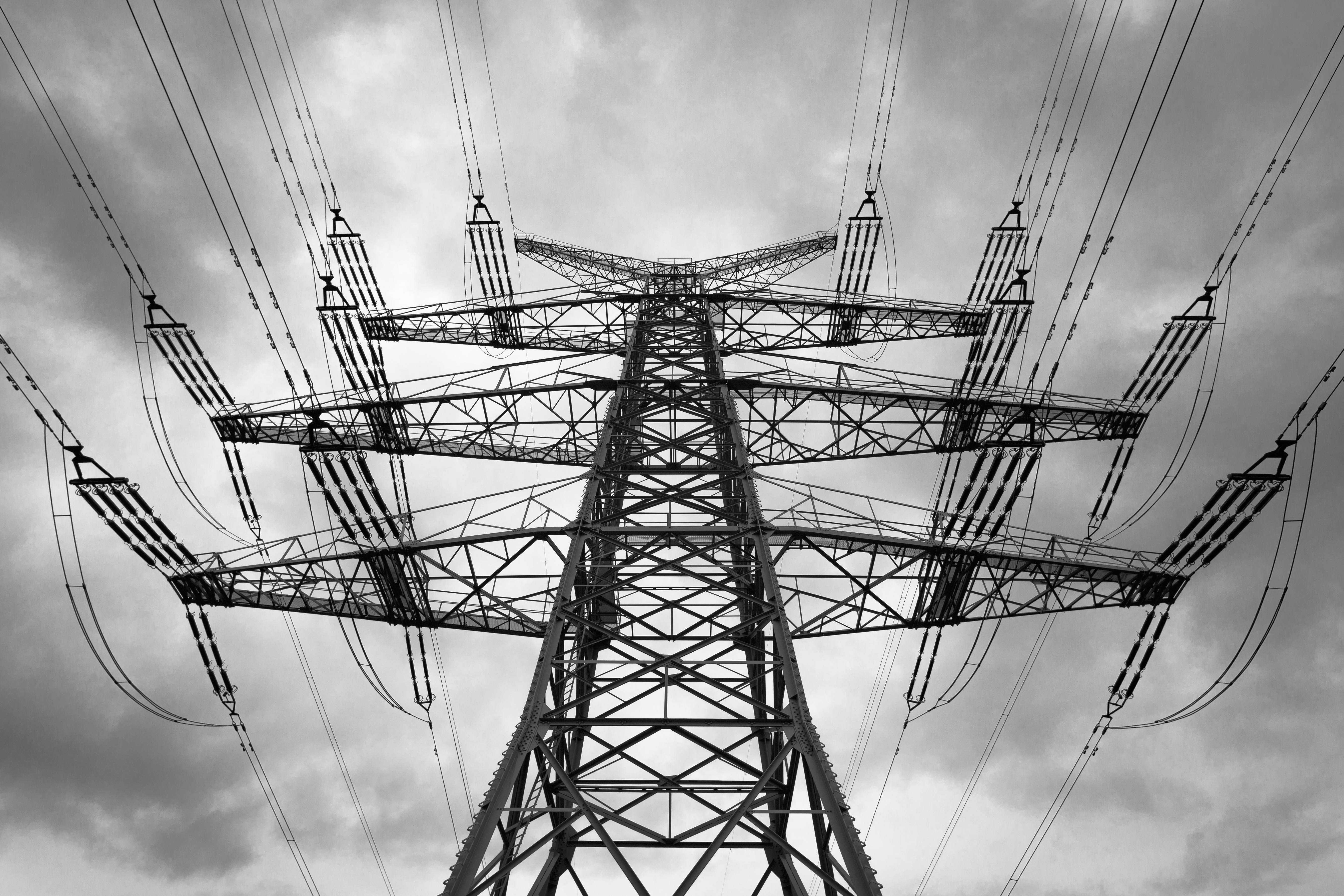
Afspanmast van de Elbekreuzung 2 - aan de isolatorkettingen is te zien dat de spankrachten aan de ene kant van de mast groter zijn dan aan de andere kant.
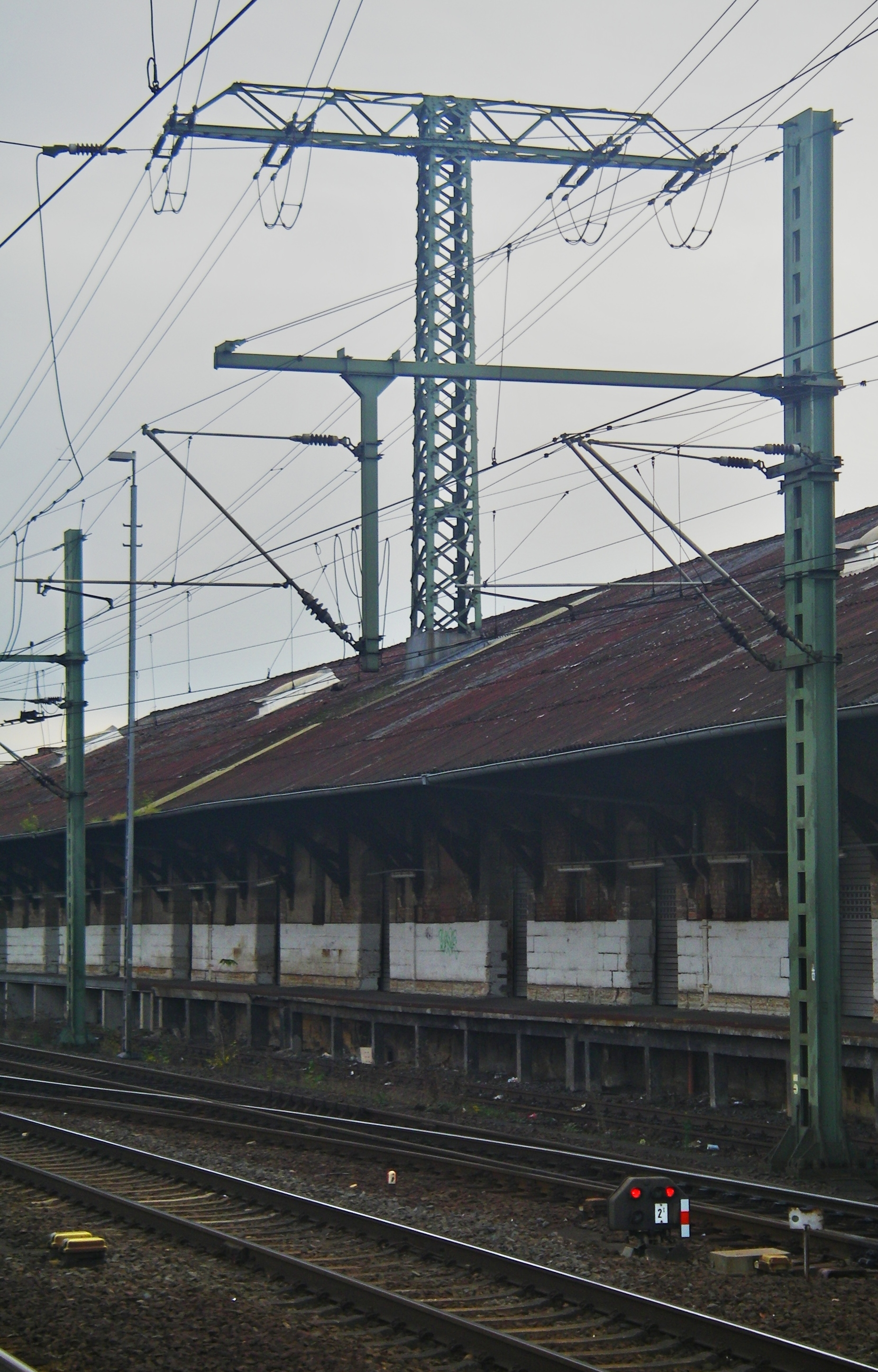
Tractiestroommast, door het dak van een opslagloods in het station van Fulda, Duitsland
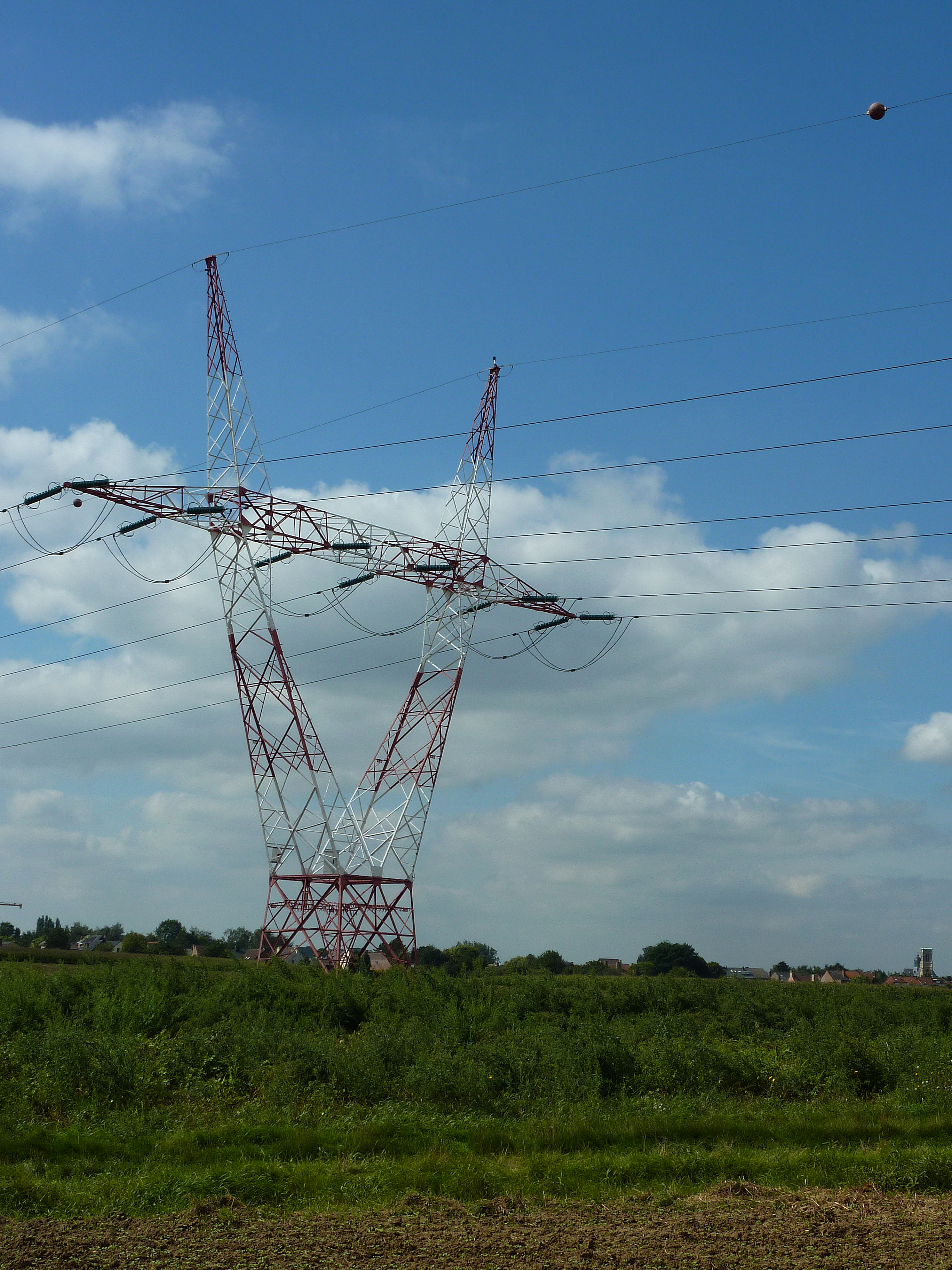
Korte deltamast nabij vliegvelden. De geleiders hangen laag en staan strak om niet te dicht bij de grond te komen.
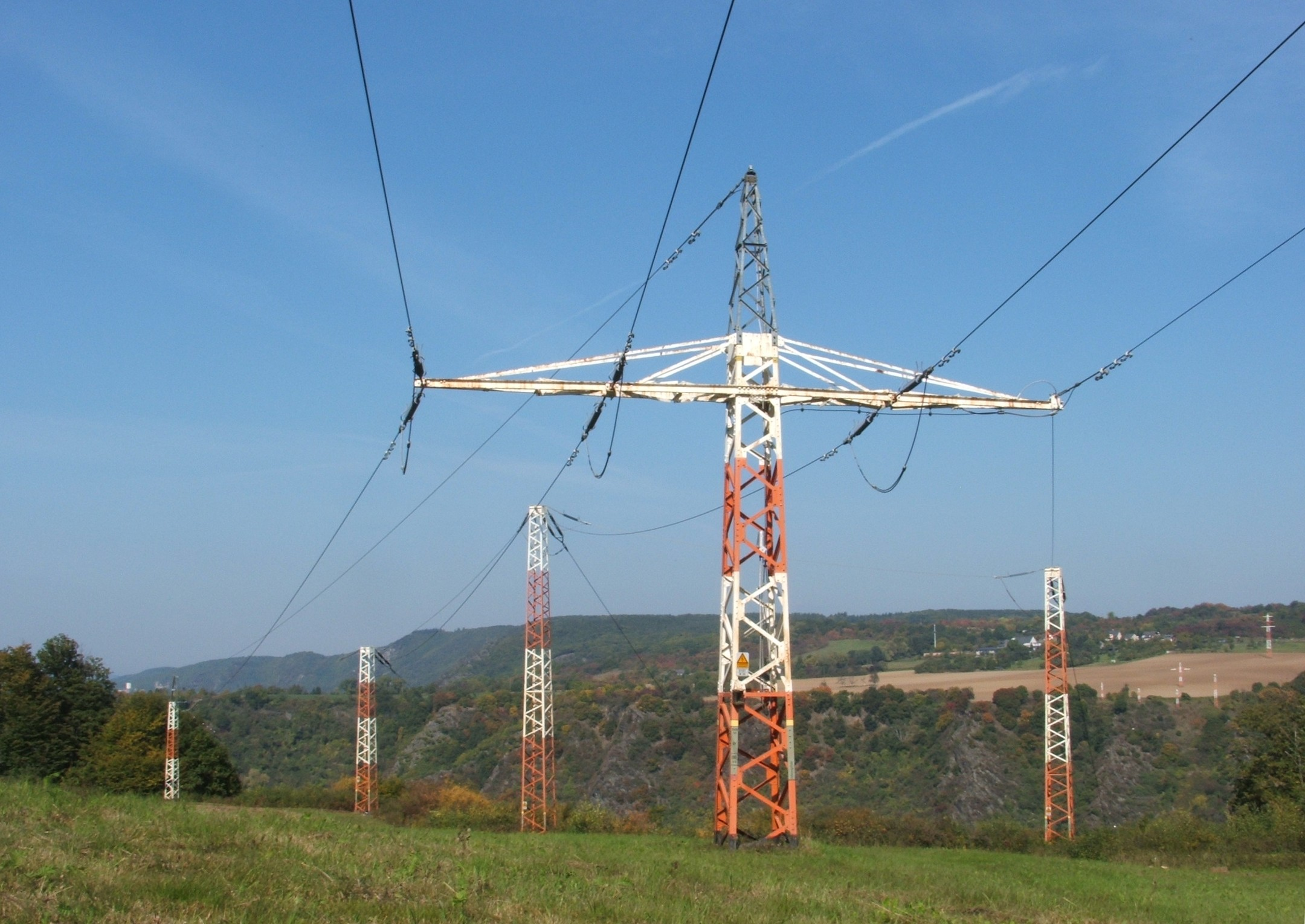
Overgang van een enkele mast naar meerdere eengeleidermasten
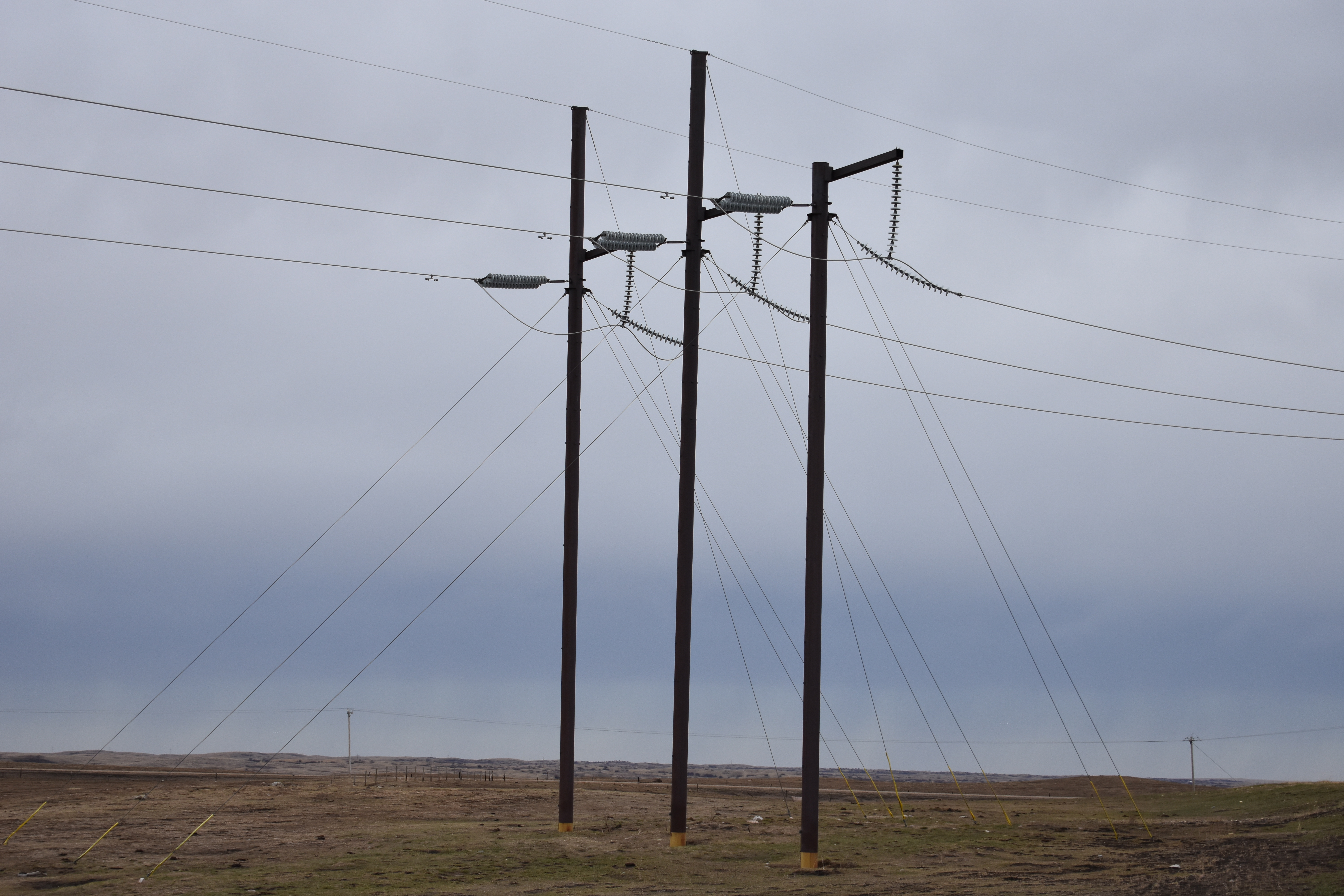
Eengeleiderafspanmasten, geschoord, 230kV, in Alberta, Canada

Draadslachtoffers - Driefasespanning - Dwarsregeltransformator - Elektriciteitscentrale - Hoogspanningsleiding - Hoogspanningsnet - Kortsluitingen in hoog- en laagspanningsnetten - Netbeheerder - Onderstation - Scheidingsschakelaar - Vermogenschakelaar - Vermogenstransformatorwikkeling - Vermogenstransformator